# Daltonia longinervis
Daltonia longinervis är en bladmossart som beskrevs av Mitten 1863. Daltonia longinervis ingår i släktet Daltonia och familjen Daltoniaceae. Inga underarter finns listade i Catalogue of Life.